# Alluroteuthis antarcticus
Alluroteuthis antarcticus Odhner, 1923, comunemente noto come neocalamaro antartico, è l'unica specie del genere Alluroteuthis, appartenente alla famiglia Neoteuthidae. Questa specie è caratterizzata da tentacoli relativamente corti rispetto alle braccia.

## Distribuzione e habitat
A. antarcticus è distribuito in modo circumpolare nelle acque antartiche e sub-antartiche. Gli adulti si trovano a profondità comprese tra 0 e 2800 metri, occupando sia le zone epipelagiche che mesopelagiche. Le paralarve, invece, sono presenti principalmente nei primi 200 metri della colonna d'acqua.

## Biologia
La dieta di A. antarcticus include krill antartico (Euphausia superba), aringa antartica (Pleuragramma antarcticum) e altri calamari. Studi isotopici suggeriscono che si nutra anche di zooplancton mesopelagico che si alimenta di materia organica in caduta.
A. antarcticus svolge un ruolo significativo nelle catene alimentari marine dell'ecosistema antartico, fungendo sia da predatore che da preda per altre specie marine.

## Tassonomia
Il nome della specie deriva dal suo habitat nell'Oceano Antartico. Il suo scopritore, Nils Hjalmar Odhner, ha suggerito che Parateuthis tunicata, scoperto da Johannes Thiele nel 1920, potrebbe essere un giovane esemplare di A. antarcticus, ma questa ipotesi è ancora oggetto di discussione.

## Conservazione
Secondo la Lista Rossa dell'IUCN, A. antarcticus è classificato come «specie a rischio minimo» (Least Concern), indicando che attualmente non è considerato a rischio di estinzione.